# メディック

救急医療のシンボル スター・オブ・ライフ

戦場医療のシンボル 赤十字

メディック (medic) は、英語で医療従事者、特に救急医療従事者を広くさす言葉である。
語源はラテン語で外科医を意味するmedicusで、希に医学生を指すこともある。

## メディックの例
- 救難員 (JASDF Paramedic)
  - 航空自衛隊の救難隊（航空救難団）に属する隊員で、救急医療を含む救護・看護などの訓練や教育を受けた者が、航空機での急患搬送、空中から機外に出てのホイスト・ラペリング降下、パラシュート降下などを行って救難・救助活動に携わっており、それらの者を略称や通称から「メディック」と呼称している。
- 衛生兵 (combat medic)
- 衛生下士官（英語版） (corpsman)
- 救急救命士 (emergency medical technician)